# Museo de Sitio de Xochitécatl
El Museo de Sitio de Xochitécatl preserva y difunde los hallazgos arqueológicos de la zona. Cuenta con alrededor de 120 piezas, de las cuales 80 por ciento muestran la importancia de la mujer en la cultura tlaxcalteca antes de la llegada de los españoles ya sea como reinas o dirigentes, o bien haciendo muestra de los roles de la mujer en esa cultura representando los nacimientos, la maternidad, los cuidados infantiles, la ancianidad o la muerte de mujeres embarazadas. Además mantiene su relevancia al exponer objetos prehispánicas de una de las civilizaciones más antiguas de México (ca 750 a. C. hasta el 950 d. C.).

## Sobre el Museo
El Museo de sitio de la Zona Arqueológica Xochitécatl fue inaugurado en 1995 y es un edificio en una sola planta de aproximadamente 70 metros cuadrados (que antes era un almacén) y otorga al visitante un panorama de la cultura xochiteca, que habitó el sitio entre 250 y 850 d. C. La colección corresponde a los materiales rescatados en dos temporadas de campo: de 1969 a 1970, dirigida por el arqueólogo alemán Bodo Spranz, y la del Proyecto Xochitécatl, que duró de 1993 a 1994.

## Salas de exhibición
El museo está dividido en dos secciones una cerrada y otra abierta. La parte cubierta exhibe vasijas utilitarias o de uso cotidiano, figuras realizadas con la "técnica de galleta" y sahumerios prehispánicos. Entre las piezas más notorias se encuentran las figuras de barro que representan a niños en canastas, mujeres embarazadas o ancianas y las "muñecas de Xochitécatl" cuya posición peculiar, decorados con pinturas multicolores en los vestidos y mutilación dentaria les dan una caracterización particular. En la sección abierta se encuentran piezas en piedra labrada representando figuras antropomorfas y zoomorfas.